# Робертс, Льюис
Лью́ис Ро́бертс (англ. Lewis Roberts, род. 2 июля 1985 года) — английский профессиональный игрок в снукер. В 2007 году Робертс занял седьмое место в дивизионе PIOS (в 2 турнирах из 8 он играл в полуфиналах), получив тем самым право выступать в мэйн-туре на следующий сезон. Но долго в туре он не продержался, выбыв обратно в PIOS уже по итогам своего первого сезона в качестве профессионала.